# Schubkeelbladkrabber
De schubkeelbladkrabber (Sclerurus guatemalensis) is een zangvogel uit de familie Furnariidae (ovenvogels).

## Verspreiding en leefgebied
Deze soort komt voor van Mexico tot Ecuador en telt drie ondersoorten:
- S. g. guatemalensis: van zuidelijk tot Panama.
- S. g. salvini: oostelijk Panama, westelijk Colombia en westelijk Ecuador.
- S. g. ennosiphyllus: centraal Colombia.

## Status
De grootte van de populatie is in 2019 geschat op 20.000-50.000 volwassen vogels. Op de Rode lijst van de IUCN heeft deze soort de status niet bedreigd.